# Ephemeraceae
Ephemeraceae, porodica pravih mahovina iz reda Pottiales. Postoji više rodova.

## Rodovi
1. Aporella Podp.
2. Ephemerella Müll. Hal.
3. Ephemeridium Kindb.
4. Ephemerisporites E. Nagy
5. Ephemerum Hampe